# Ole Miss Rebels football
La squadra di football dei Mississippi Rebels, più comunemente conosciuta come Ole Miss Rebels, rappresenta l'Università del Mississippi. I Rebels competono nella Football Bowl Subdivision (FBS) della National Collegiate Athletics Association (NCAA) e nella Southeastern Conference (SEC).

## Storia
Ole Miss è uno dei programmi storici della SEC, facendone parte dal 1932, ed in generale del sud degli Stati Uniti, avendo iniziato la propria attività nel 1890. I Rebels si imposero per la prima volta all'attenzione generale nel 1904, quando stabilirono il record di punti segnati in una gara che resiste ancora a giorni nostri (114 contro Union College). Divennero però stabilmente competitivi dopo la fine della Seconda guerra mondiale: guidati dal capo-allenatore John Vaught, i Rebels vinsero sei titoli della SEC tra il 1947 e il 1963 e arrivarono al titolo nazionale nel 1960. A questi si aggiunsero altri due titoli nazionali nel 1959 e 1963, non unanimemente riconosciuti.
Con Vaught alla guida della squadra, Ole Miss è stata tra i programmi più vincenti negli anni cinquanta e sessanta, concludendo con un bilancio complessivo di 190-61-12 nel periodo 1947-1970, più la stagione 1973. Le stagioni successive per Ole Miss non furono ugualmente cariche di soddisfazioni, se non per la vittoria contro Notre Dame del 1977 con Cooper come allenatore. Billy Brewer, che guidò la squadra dal 1983 al 1993 ed è stato l'ultimo capo allenatore di lungo corso dell'università, stabilì il secondo miglior record dell'istituto (68-55-3) ma non riuscì ad eccellere nella conference, dove si fermò a 34 vittorie a fronte di 37 sconfitte.
Nel 2012 e 2013, la squadra raggiunse nuovamente dei record positivi che gli permisero di raggiungere i play-off. Nel 2012, sotto la direzione di Hugh Freeze, alla sua prima stagione coi Rebels, la formazione ha concluse su un bilancio di 6-6, vincendo il BBVA Compass Bowl contro Pittsburgh, superando le 600 yard guadagnate in attacco. Nel 2013, Freeze portò Ole Miss al secondo bowl consecutivo, il Music City Bowl di Nashville, vinto contro Georgia Tech per 25 a 17.

## Titoli

### Titoli nazionali
| Stagione                    | Coach                       | Selectors                                                                         | Record                      | Bowl                        | risultato                   | AP Ranking | Coaches Ranking |
| --------------------------- | --------------------------- | --------------------------------------------------------------------------------- | --------------------------- | --------------------------- | --------------------------- | ---------- | --------------- |
| 1959                        | John Vaught                 | Berryman, Dunkel, Sagarin                                                         | 10–1                        | Sugar Bowl                  | Ole Miss 21, LSU 0          | #2         | #2              |
| 1960                        | John Vaught                 | Billingsley, Football Writers, DeVold, Dunkel, Football Research, NCF, Williamson | 10–0–1                      | Sugar Bowl                  | Ole Miss 14, Rice 6         | #2         | #3              |
| 1962                        | John Vaught                 | Billingsley, Litkenhous, Sagarin                                                  | 10–0                        | Sugar Bowl                  | Ole Miss 17, Arkansas 13    | #3         | #3              |
| titoli nazionali reclamati: | titoli nazionali reclamati: | titoli nazionali reclamati:                                                       | titoli nazionali reclamati: | titoli nazionali reclamati: | titoli nazionali reclamati: | 3          | 3               |

Nel 1955, i Rebels furono dichiarati campioni nazionali dal Massey Ratings, ma non essendo considerato un selettore principale, l'università non ha mai ufficialmente reclamato tale titolo.

### Titoli di Conference
Ole Miss ha vinto un totale di 6 titoli di South Eastern Championship.
| Stagione             | Conference           | Coach                | Record Totale | Record Conf. |   |
| -------------------- | -------------------- | -------------------- | ------------- | ------------ | - |
| 1947                 | SEC                  | John Vaught          | 9–2           | 6-1          |   |
| 1954                 | SEC                  | John Vaught          | 9-2           | 5-1          |   |
| 1955                 | SEC                  | John Vaught          | 10-1          | 5-1          |   |
| 1960                 | SEC                  | John Vaught          | 10-0-1        | 5-0-1        |   |
| 1962                 | SEC                  | John Vaught          | 10-0          | 6-0          |   |
| 1963                 | SEC                  | John Vaught          | 7-1-2         | 5-0-1        |   |
| Titoli di Conference | Titoli di Conference | Titoli di Conference | 6             | 6            | 6 |

### Titoli divisionali
La SEC si è divisa in due sezioni ("Division") dal 1992, ed Ole Miss è inserita nella SEC West.
| Stagione           | Division           | Risultato C'ship   | Avversario | PF | PS |
| ------------------ | ------------------ | ------------------ | ---------- | -- | -- |
| 2003†              | SEC West           | -                  | N.D.       | -  | -  |
| Titoli di Division | Titoli di Division | Titoli di Division | 1          | 1  | 1  |
| † Titolo condiviso |                    |                    |            |    |    |

### Presenze ai Bowl

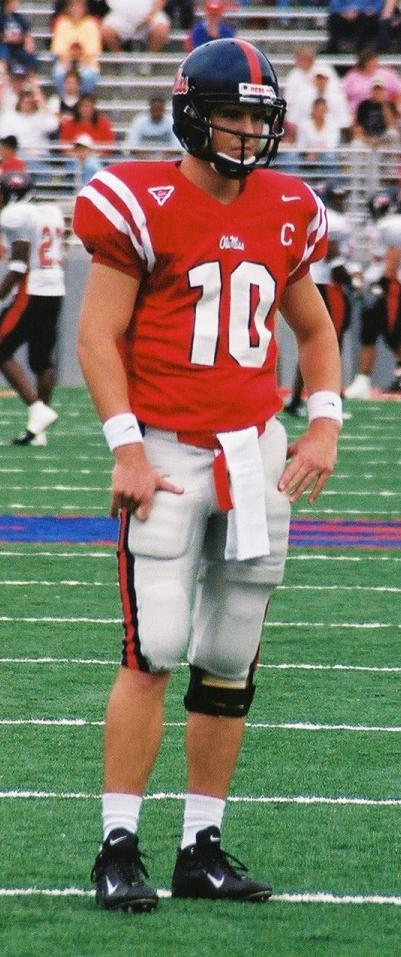
Eli Manning

| Stagione | Bowl              | Risultato | Avversario          | Punteggio | Bowl Record |
| -------- | ----------------- | --------- | ------------------- | --------- | ----------- |
| 1935     | Orange Bowl       | L         | Catholic University | 19-20     | 0-1         |
| 1948     | Delta Bowl        | W         | TCU                 | 13-9      | 1-1         |
| 1952     | Sugar Bowl        | L         | Georgia Tech        | 7-24      | 1-2         |
| 1954     | Sugar Bowl        | L         | Navy                | 0-21      | 1-3         |
| 1955     | Cotton Bowl       | W         | TCU                 | 14-13     | 2-3         |
| 1957     | Sugar Bowl        | W         | Texas               | 39-7      | 3-3         |
| 1958     | Gator Bowl        | W         | Florida             | 7-3       | 4-3         |
| 1959     | Sugar Bowl        | W         | LSU                 | 21-0      | 5-3         |
| 1960     | Sugar Bowl        | W         | Rice                | 14-6      | 6-3         |
| 1961     | Cotton Bowl       | L         | Texas               | 7-12      | 6-4         |
| 1962     | Sugar Bowl        | W         | Arkansas            | 17-13     | 7-4         |
| 1963     | Sugar Bowl        | L         | Alabama             | 7-12      | 7-5         |
| 1964     | Bluebonnet Bowl   | L         | Tulsa               | 7-14      | 7-6         |
| 1965     | Liberty Bowl      | W         | Auburn              | 13-7      | 8-6         |
| 1966     | Bluebonnet Bowl   | L         | Texas               | 0-19      | 8-7         |
| 1967     | Sun Bowl          | L         | UTEP                | 7-14      | 8-8         |
| 1968     | Liberty Bowl      | W         | Virginia Tech       | 34-17     | 9-8         |
| 1969     | Sugar Bowl        | W         | Arkansas            | 27-22     | 10-8        |
| 1970     | Gator Bowl        | L         | Auburn              | 28-35     | 10-9        |
| 1971     | Peach Bowl        | W         | Georgia Tech        | 41-18     | 11-9        |
| 1983     | Independence Bowl | L         | Air Force           | 3-9       | 11-10       |
| 1986     | Independence Bowl | W         | Texas Tech          | 20-17     | 12-10       |
| 1989     | Liberty Bowl      | W         | Air Force           | 42-29     | 13-10       |
| 1990     | Gator Bowl        | L         | Michigan            | 3-35      | 13-11       |
| 1992     | Liberty Bowl      | W         | Air Force           | 13-0      | 14-11       |
| 1997     | Motor City Bowl   | W         | Marshall            | 34-31     | 15-11       |
| 1998     | Independence Bowl | W         | Texas Tech          | 35-18     | 16-11       |
| 1999     | Independence Bowl | W         | Oklahoma            | 27-25     | 17-11       |
| 2000     | Music City Bowl   | L         | West Virginia       | 38-49     | 17-12       |
| 2002     | Independence Bowl | W         | Nebraska            | 27-23     | 18-12       |
| 2003     | Cotton Bowl       | W         | Oklahoma State      | 31-28     | 19-12       |
| 2008     | Cotton Bowl       | W         | Texas Tech          | 47-34     | 20-12       |
| 2009     | Cotton Bowl       | W         | Oklahoma State      | 21-7      | 21-12       |
| 2012     | BBVA Compass Bowl | W         | Pittsburgh          | 38-17     | 22-12       |
| 2013     | Music City Bowl   | W         | Georgia Tech        | 25-17     | 23-12       |

## Attuale coaching staff
| Name              | Position                              |
| ----------------- | ------------------------------------- |
| Lane Kiffin       | Head Coach of Football                |
| John David Baker  | Co-Offensive Coordinator/Tight Ends   |
| Marty Biagi       | Special Teams Coordinator             |
| Marquel Blackwell | Running Backs                         |
| Sam Carter        | Cornerbacks                           |
| Maurice Crum      | Co-Defensive Coordinator/Linebackers  |
| Randall Joyner    | Defensive Line                        |
| Derrick Nix       | Wide Receivers                        |
| Chris Partridge   | Co-Defensive Coordinator/Safeties     |
| Nick Savage       | Strength and Conditioning             |
| Jake Thornton     | Offensive Line                        |
| Charlie Weis Jr.  | Co-Offensive Coordinator/Quarterbacks |

## Recruiting
Di seguito le valutazioni delle annate di recruiting per gli Ole Miss Rebels:
| Classe | Scout.com Rank | Commits | Top Commit       |
| ------ | -------------- | ------- | ---------------- |
| 2014   | 18             | 26      | Roderick Taylor  |
| 2013   | 10             | 26      | Robert Nkemdiche |
| 2012   | 58             | 18      | Channing Ward    |
| 2011   | 20             | 28      | C.J. Johnson     |
| 2010   | 15             | 25      | Wayne Dorsey     |
| 2009   | 17             | 37      | Pat Patterson    |
| 2008   | 38             | 31      | Patrick Trahan   |
| 2007   | 31             | 22      | A.J. Jackson     |
| 2006   | 15             | 30      | Jerrell Powe     |
| 2005   | 29             | 28      | Michael Oher     |
| 2004   | 39             | 23      | Chris Herring    |
| 2003   | 32             | 23      | Robert Lane      |
| 2002   | 26             | 18      | Ronald McClendon |

## Hall of Famer
Ole Miss ha dieci suoi giocatori e allenatori nella College Football Hall of Fame.
- 1951 Frank M. "Bruiser" Kinard (charter member)
- 1965 Charles "Charlie" Conerly
- 1974 Barney Poole
- 1979 Johnny Vaught (coach)
- 1984 Doug Kenna (giocò ad Ole Miss prima di trasferirsi all'accademia dove disputò le restanti tre stagioni)
- 1987 Thad "Pie" Vann (coach)
- 1989 Archie Manning
- 1991 Parker Hall
- 1995 Jerry Dean "Jake" Gibbs
- 1997 Charlie Flowers

Due giocatori sono stati introdotti nella Pro Football Hall of Fame.
- 1970 Frank M. "Bruiser" Kinard
- 2007 Gene Hickerson

Tre giocatori sono stati inseriti nella Helms Athletic Foundation Hall of Fame.
- 1955 Frank M. "Bruiser" Kinard
- 1959 Charles "Charlie" Conerly
- 1966 Barney Poole

Uno è stato inserito nella National Quarterback Club Hall of Fame.
- 2004 Archie Manning